# ЮАР на зимних Олимпийских играх 2006
ЮАР принимала участие в Зимних Олимпийских играх 2006 года в Турине (Италия) в пятый раз за свою историю, но не завоевала ни одной медали. Сборную страны представляли три мужчины.

## Горнолыжный спорт
Спортсменов - 1
Мужчины
| Спортсмен     | Вид               | 1 попытка      | 2 попытка      | Всего   | Место |
| ------------- | ----------------- | -------------- | -------------- | ------- | ----- |
| Александр Хит | Скоростной спуск  |                |                | 1.59,79 | 52    |
| Александр Хит | Слалом            | не финишировал | не прошёл      | -       | -     |
| Александр Хит | Гигантский слалом | 1.25,61        | 1.25,81        | 2.51,42 | 27    |
| Александр Хит | Супергигант       |                |                | 1.37,77 | 50    |
| Александр Хит | Комбинация        | 1.47,62        | не финишировал | -       | -     |

## Лыжные гонки
Спортсменов - 1
Мужчины

### Дистанционные гонки
| Спортсмен    | Дисциплина                 | Время          | Место          |
| ------------ | -------------------------- | -------------- | -------------- |
| Оливер Краас | 15 км (классический стиль) | Не финишировал | Не финишировал |
| Оливер Краас | 50 км (свободный стиль)    | Не финишировал | Не финишировал |

### Спринт
| Спортсмен    | Дисциплина     | Квалификация | Квалификация | Четвертьфинал | Четвертьфинал | Полуфинал | Полуфинал | Финал     | Финал          |
| Спортсмен    | Дисциплина     | Время        | Место        | Время         | Место         | Время     | Место     | Время     | Итоговое место |
| ------------ | -------------- | ------------ | ------------ | ------------- | ------------- | --------- | --------- | --------- | -------------- |
| Оливер Краас | мужской спринт | 2:27.68      | 57           | Не прошёл     | Не прошёл     | Не прошёл | Не прошёл | Не прошёл | 57             |

## Скелетон
Спортсменов - 1
Мужчины
| Спортсмен   | Время     | Время     | Время   | Место |
| Спортсмен   | Попытка 1 | Попытка 2 | Сумма   | Место |
| ----------- | --------- | --------- | ------- | ----- |
| Тайлер Бота | 59.43     | 1:00.63   | 2:00.06 | 21    |